# کورنوال، جزیره پرنس ادوارد
کورنوال، جزیره پرنس ادوارد (به انگلیسی: Cornwall, Prince Edward Island) یک منطقهٔ مسکونی در کانادا است که در شهرستان کوینز واقع شده‌است. کورنوال ۲۸٫۱۹ کیلومتر مربع مساحت و ۵٬۳۴۸ نفر جمعیت دارد و ۲۷ متر بالاتر از سطح دریا واقع شده‌است.